# Ingleton (Yorkshire du Nord)
Pour les articles homonymes, voir Ingleton.
Ingleton est un village et une paroisse civile du Yorkshire du Nord, en Angleterre.